# Charlie Adams
Charlie Adams, född 23 oktober 1979 i Camp Hill i Pennsylvania, är en amerikansk fotbollsspelare för Houston Texans. På planen spelar han som wide receiver och han har spelat för Hofstra University och Denver Broncos.